# Saint-Beauzire, Puy-de-Dôme

Saint-Beauzire este o comună în departamentul Puy-de-Dôme, Franța. În 1 ianuarie 2022 avea o populație de 2.210 de locuitori.